# Abdias Cabral de Moura Filho
Abdias Cabral de Moura Filho (Recife, 22 de abril de 1930 - Recife, 1 de junho de 2023) foi um jornalista e sociólogo brasileiro.

## Carreira
Bacharel e licenciado em Sociologia pela Universidade Católica de Pernambuco e bacharel em Direito e Ciências Sociais pela Faculdade de Direito do Recife, além de livre-docente em Ciências Sociais pela Universidade Federal de Pernambuco.
Foi professor de sociologia da Universidade Federal de Pernambuco, onde ensinou durante trinta anos em cursos de bacharelado e mestrado, participando, ainda, de bancas examinadoras de mestrado e doutorado naquela universidade, na Universidade Federal Rural de Pernambuco e na Universidade Federal de Alagoas.
Jornalista, atuou no Rio de Janeiro e no Recife, onde foi chefe de reportagem e editorialista do Jornal do Commercio, tendo se afastado do cargo para dedicar-se ao ensino e a atividades técnicas.
Era servidor aposentado da SUDENE.
Foi membro da Academia Pernambucana de Letras, onde ocupou a Cadeira nº 32, para a qual foi eleito em 25 de julho de 2005, havendo tomado posse em 21 de outubro do mesmo ano.
Era membro da Academia de Letras e Artes do Nordeste, ocupando a Cadeira 39.

## Obras
Lista de obras de Abdias Moura:
- O Sumidouro do São Francisco (1985)
- O Evangelho do Subdesenvolvimento (1990)
- Os desamores de Benedicto (1992)
- As Sociedades no Planeta Terra (1997)
- A Descoberta da Harpa (1988) - romance
- Os Desamores de Benedicto
- O Segredo da Ilha de Pedra (2008)
- Memórias do Século XX (2003)[4]
- As quatro estações do amor (2004)[5]
- 12 autores em tempos diversos (2007)
- Sexo, nação e cor (2008)
- Como a guerra chegou à floresta amazônica (2009)
- O Recife dos romancistas" (2010)
- A sociologia reconstruída (2012)
- Minha amiguinha Beatriz (2013)
- Geometria de uma vida plena (2014)